# Робърт Пири
Робърт Едуин Пири (на английски: Robert Edwin Peary) е американски военноморски офицер, полярен изследовател, извършил няколко експедиции до Арктика в края на XIX и началото на XX век.

## Ранни години (1856 – 1886)
Роден е на 6 май 1856 година в малкото градче Кресън в щата Пенсилвания, САЩ, в семейството на Чарлз и Мери Пири. На 2-годишна възраст умира баща му и семейството се премества в Портланд, Мейн. Завършва технически колеж през 1877 и в периода 1878 – 1879 живее във Фрайбург, Мейн, след което работи като чертожник и землемер в бреговата и геодезическата служба на САЩ във Вашингтон. През 1881 се присъединява към военноморските сили на Съединените щати и на 26 октомври 1881 е назначен като строителен инженер с ранг на инженер-лейтенант. Занимава се със строежа на диги по западното крайбрежие на САЩ, а от 1884 до 1885 е помощник-инженер в проучвателните дейности в Никарагуа за прокопаване на канал между Атлантическия и Тихия океан (който никога не бива построен).
От ученическите си години мечтае за пътешествия по неизследваните ъгълчета на планетата. Запленен от изживяванията на американските полярни герои и предпочитанията му към студа пред сухите тропици, като особено го вълнува Гренландия, предприема първата си експедиция през 1886.

## Експедиционна дейност (1886 – 1909)
За Пири достигането на Северния полюс представлява преди всичко спортен интерес – поставянето на „световен рекорд“. Той не само проявява изключителна воля за спортна победа и целеустременост, но и прави значителен принос в географията на Западна Арктика, особено Северна Гренландия. Пири я разглежда на първо място като обширно и при това най-близкото до полюса поле за тренировка. Той задълбочено я изследва в продължение на 20 години, като се надява да намери на неизвестното ѝ северно крайбрежие най-удобния отправен пункт за щурм към Северния полюс.

### Експедиции в Гренландия (1886 – 1900)
Когато през 1886 се завръща от Никарагуа в САЩ, започва подготовка за експедиция към Гренландия. На китоловния кораб „Орел“, заедно с жена си от селището Годхавън предприема първата си полярна експедиция по леденото плато на Гренландия като изминава 190 км и се изкачва на височина от 2150 м.
През 1891 на парната шхуна „Коршун“ отново се отправя към Гренландия, но вече с много по-добра организация, снаряжение и екипаж. С кучешки впрягове и с пет спътника през лятото на 1892 пресича Северна Гренландия от Земя Прудхо (на север от залива Инглфилд) в североизточно направление до Индепенденс фиорд (82°05′ с. ш. 30°00′ з. д. / 82.083333° с. ш. 30° з. д.). На север от него открива п-ов Земя Пири с планината Рузвелт (1400 м). Връща се обратно до западното крайбрежие по същия път, като изминава около 2400 км.
Пири през следващите години още няколко пъти посещава Гренландия. През 1895 за втори път пресича ледения остров. Той е първия, който установява островния характер на Гренландия, открива на крайния север на огромния остров обширни, свободни от ледове територии, открива и изследва дълбоко врязващите се в сушата заливи, изучава антропологията, бита, традициите и обредите на ескимосите. На западния бряг на острова открива огромен железен метеорит (80 т), който по-късно е доставен в Ню Йорк и закупен за 40 хил. долара от американския капиталист Морис Джесъп.
През 1898 – 1899 зимува на брега на протока Смит (разделя Гренландия от остров Елсмиър), като по време на поход пострадва от замръзване и се налага да му бъдат ампутирани седем пръста на краката. През пролетта на 1900 изследва цялото северно крайбрежие на Гренландия на североизток от протока Смит. Открива северното крайбрежие на п-ов Земя Пири и нос Морис Джесъп (83°38′ с. ш. 32°40′ з. д. / 83.633333° с. ш. 32.666667° з. д., най-северната точка на световната суша). От новооткрития нос Пири започва поход съм полюса, но изминава само 12 км до 83° 50' с.ш., среща обширни пространства от натрупани ледове и огромни райони незамръзнала вода и отстъпва.

### Покоряване на Северния полюс (1901 – 1909)
Пири си поставя за цел покоряването на Северния полюс, като мисли, че той е разположен в центъра на свободно от ледове море. По-късно се установява, че той е разположен върху огромно ледено поле. Оттогава започват опити да бъде достигнат полюса с шейни теглени от кучета. Независимо от големите географски достижения, Пири счита експедицията си през 1900 за неудачна. Той решава, че отправния пункт за атака към полюса не трябва да бъде нос Морис Джесъп, независимо от това, че е най-близката суша до полюса (на 725 км до полюса), а нос Колумбия (на 766 км от полюса) на остров Елсмиър, намиращ се по-близо до най-северното европейско селище на Земята, където той е устроил своята база (Форт Конгер на южния вход на протока Робсън).
В началото на ХХ в. прави три опита за достигане на полюса, като на 21 април 1905 на север от нос Хекла (на остров Елсмиър) достига до 87º 06' с.ш.
На 5 септември 1908 с кораб достига до североизточното крайбрежие на остров Елсмиър (нос Шеридан) и провежда там част от зимуването. През февруари 1909 пренася оборудване и припаси до нос Колумбия. На 1 март Пири възглавява отряд в състав от няколко негри, седем „бели“ и много ескимоси и с 19 шейни и 133 кучета се отправя в атака на полюса. Една след друга отпадат спомагателни групи, организирайки промеждутъчни бази. Последната група тръгва обратно на 2 април от 87º 47' с.ш., като с нея се отправят всички „бели“. На 6 април 1909 Пири, заедно със спътника си негър Матю Хенсън и още четирима ескимоси (Зиглу, Енингва, Уте и Укеа), с пет шейни и 40 кучета достига Северния полюс (точни изчисления 89º 55` с.ш.). Там групата прекарва 30 часа, като пресича във всички направления околополюсния район. На 24 април експедицията се завръща в изходната си база – нос Колумбия. Пътят до полюса (1500 км отиване и връщане) бил преминат за 37 дни, а обратният – само за 16 дни.

## Последни години (1910 – 1920)
На 53-годишна възраст Пири постига мечтата на живота си. Правителството на САЩ присвоява на своя национален герой контраадмиралско звание и му присъжда пожизнена пенсия. Удостоен е с високи награди и от географски дружества и академии на различни страни.
През 1917 издава книгата „Secrets of polar travels“, („Тайни на полярните пътешествия“), в която описва своя наситен с динамика и постоянно търсене живот и начините, методите и способите за успех на предприета, която и да е полярна експедиция.
Умира на 20 февруари 1920 година във Вашингтон на 63-годишна възраст.

## От книгата „Тайни на полярните пътешествия“
- Корабът на експедицията е длъжен да премине през ледовете до най-северната възможна точка, от която спокойно би могъл да се върне следващато лято.
- По време на зимуване трябва да се провежда интензивен лов, така че участниците в експедицията винаги да имат в запас свежо месо.
- Да води със себе 60% повече кучета, отколкото са необходими.
- Да подбере трудоспособни, издръжливи, и, безусловно предани хора, в числото на които задължително трябва да преобладават ескимосите, като най-приспособени към суровите условия на Арктика.
- Предварително да се достави в изходния пункт, от където ще стартира походът с шейни достатъчно провизии, топливо, дрехи, походна кухня и друго снаряжение, така че основната група да може да стигне до полюса, а спомагателните отряди до местоназначението си и обратно.
- Щателно да се провери и изпита всеки предмет от снаряжението, да е сигурно, че той е в най-добро състояние и има минимално тегло.
- Експедицията трябва да е обезпечена с най-доброто качество ски и шейни.
- Началника на експедицията е длъжен да се ползва с абсолютен авторитет от всички участници в експедицията и всяка негова заповед да се изпълнява безпрекословно.

## Памет
Неговото име носят:
- залив Пири (79°14′ с. ш. 75°50′ з. д. / 79.233333° с. ш. 75.833333° з. д.), на източното крайбрежие на остров Елсмиър, в Канадския арктичен архипелаг;
- кратер на Луната;
- п-ов Земя Пири (82°38′ с. ш. 32°30′ з. д. / 82.633333° с. ш. 32.5° з. д.), в северната част на Гренландия;
- проток Пири (79°40′ с. ш. 101°30′ з. д. / 79.666667° с. ш. 101.5° з. д.), в Канадския арктичен архипелаг, между островите Елеф Рингнес на югозапад и Майген на североизток.

На най-западната точка на Гренландия – нос Йорк, е издигнат паметник на Пири.